# Бетори, Джузеппе
Джузеппе Бетори (итал. Giuseppe Betori; род. 25 февраля 1947, Фолиньо, Италия) — итальянский кардинал. Генеральный секретарь итальянской епископской конференции с 5 апреля 2001 по 8 сентября 2008. Архиепископ Флоренции с 8 сентября 2008 по 18 апреля 2024. Кардинал-священник с титулом церкви Сан-Марчелло с 18 февраля 2012.

## Образование и священство
Рукоположён в священника 26 сентября 1970 года.
Он получил лиценциат в богословии в Папском Григорианском Университете и докторантуру в Священном Писании в Папском библейском институте. Он был профессором антропологии библейской экзегезы; деканом Богословского Института Ассизи. Он также служил заместителем секретаря итальянской епископской конференции.

## Епископ
5 апреля 2001 года Бетори был назначен папой римским Иоанном Павлом II генеральным секретарем итальянской епископской конференции и был одновременно назначен титулярным епископом Фалероне. Он получил свою епископскую ординацию 6 мая 2001 года, которую возглавил кардинал Камилло Руини — генеральный викарий Рима, которому сослужили Эннио Антонелли — архиепископ Флоренции, Ардуино Бертольдо — епископ Фолиньо, Антонио Буонкристиани — епископ Порто и Санта-Руфины и Джованни Бенедетти — бывший епископ Фолиньо.
6 апреля 2006 года были подтверждены его полномочия генерального секретаря итальянской епископской конференции, на очередной пятилетний срок.

## Архиепископ Флоренции
8 сентября 2008 года епископ Бетори был назначен папой римским Бенедиктом XVI, чтобы наследовать кардиналу Эннио Антонелли на посту архиепископа Флоренции. Мариано Крочата, бывший епископ Ното, был назначен заменить Бетори на посту генерального секретаря итальянской епископской конференции.

## Кардинал
6 января 2012 года было объявлено, что Папа римский Бенедикт XVI возведёт Джузеппе Бетори в сан кардинала на консистории 18 февраля 2012 года.
18 февраля 2012 года, в соборе Святого Петра состоялась консистория, на которой Джузеппе Бетори был возведён в сан кардинал-священника с титулом церкви Сан-Марчелло. На нового Князя Церкви была возложен кардинальская шапка и вручён кардинальский перстень.
Участник Конклава 2013 года.

## Конклав 2025 года
Участник Конклава 2025 года, где был избран папа Лев XIV.

## Взгляды

### Жизнь и семейные проблемы
В речи произнесённой в 2007 года, он выделил в качестве новых врагов христианства: аборт, эвтаназию, отрицание сексуальной дуальности и семьи, основанной на браке.

### Позиция насчет рукоположения гомосексуалистов
Бетори одобрил запрещение на рукоположение гомосексуалистов, говоря что слово дискриминация может использоваться, где есть право, но что призвание — не право, но дар.

### Отношения с Бенедиктом XVI
Согласно аббату Клоду Барте, Бетори член палеолиберального крыла Римской Курии, который наряду с кардиналом Джованни Баттистой Ре, составил своего рода внутреннюю куриальную оппозицию решениям и политике папы римского Бенедикта XVI.